# Crèvecœur-en-Auge
Crèvecœur-en-Auge è un ex comune francese di 518 abitanti situato nel dipartimento del Calvados nella regione della Normandia. Dal 1º gennaio 2017 è stato accorpato ad altri 13 comuni per formare il comune di Mézidon Vallée d'Auge, del quale costituisce comune delegato. 

## Società

### Evoluzione demografica
Abitanti censiti

## Monumenti
Castello di Crèvecœur